# Wilhelm Herchenbach

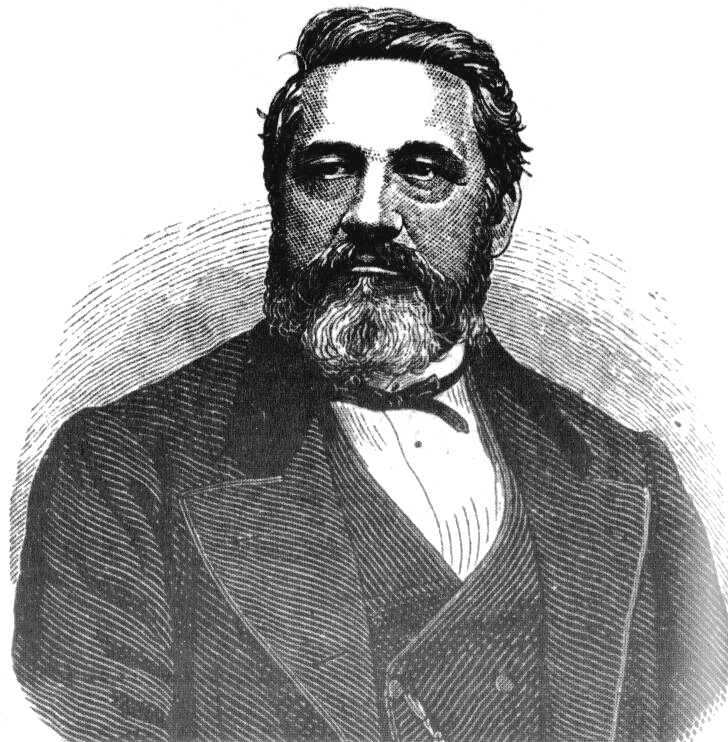
Wilhelm Herchenbach, Schriftsteller

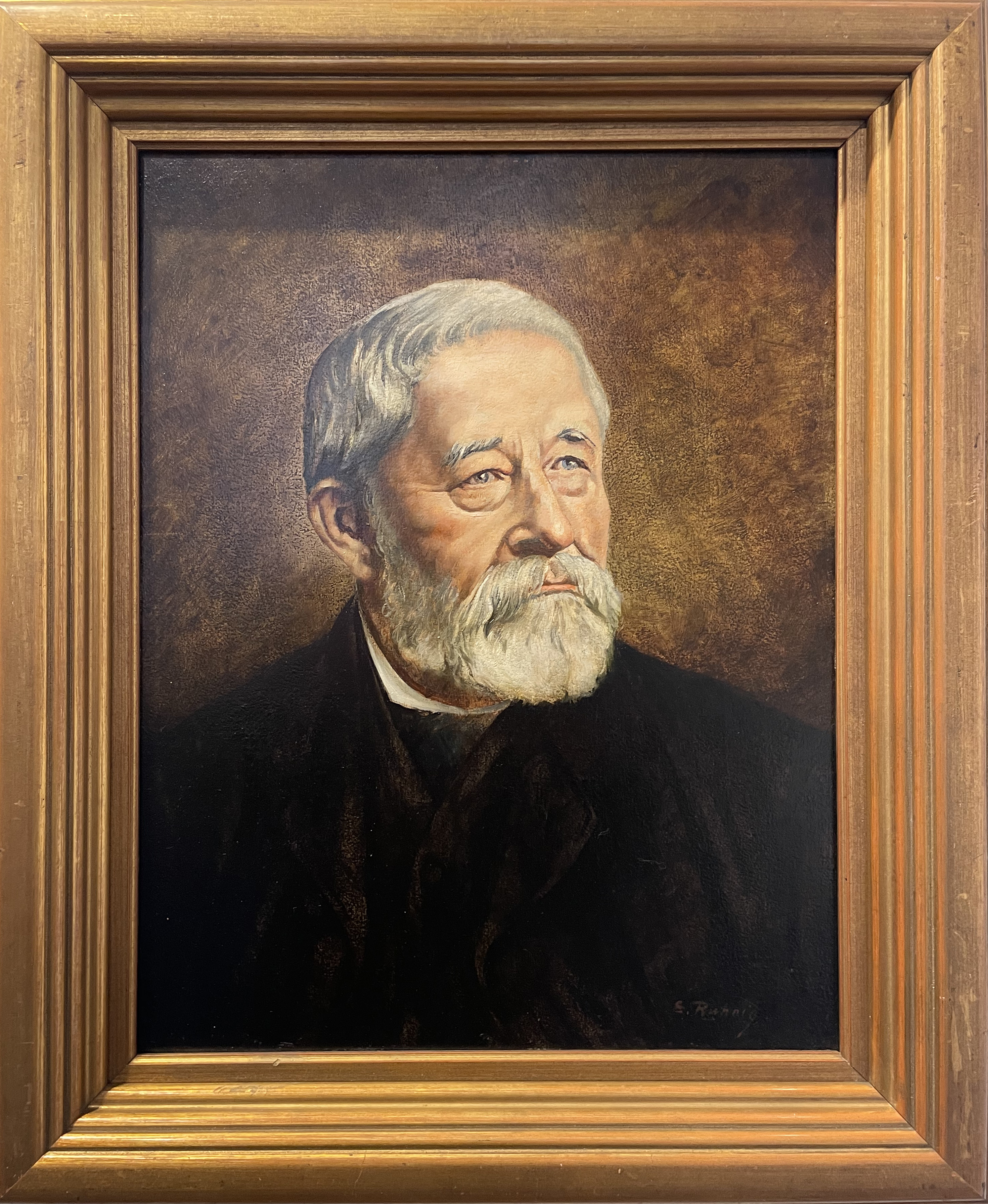
Wilhelm Herchenbach, 1932 posthum gemalt von Ernst Peter Ruhrig, Stadtmuseum Düsseldorf

Wilhelm Herchenbach (* 13. November 1818 in Neunkirchen; † 14. Dezember 1889 in Düsseldorf) war ein deutscher Schriftsteller.

## Leben

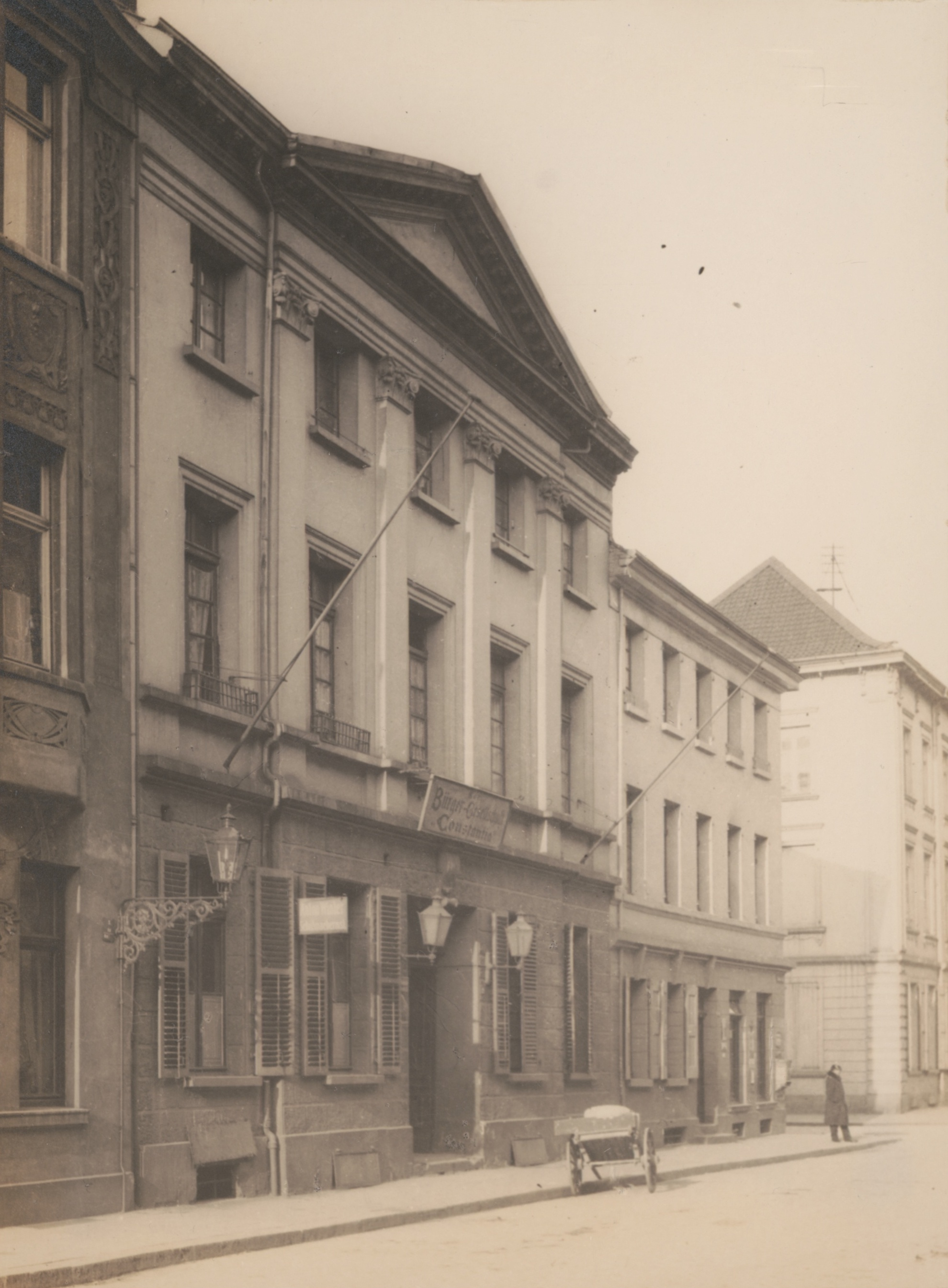
Bilker Straße 21, Düsseldorf, Foto Erwin Quedenfeldt (1915)

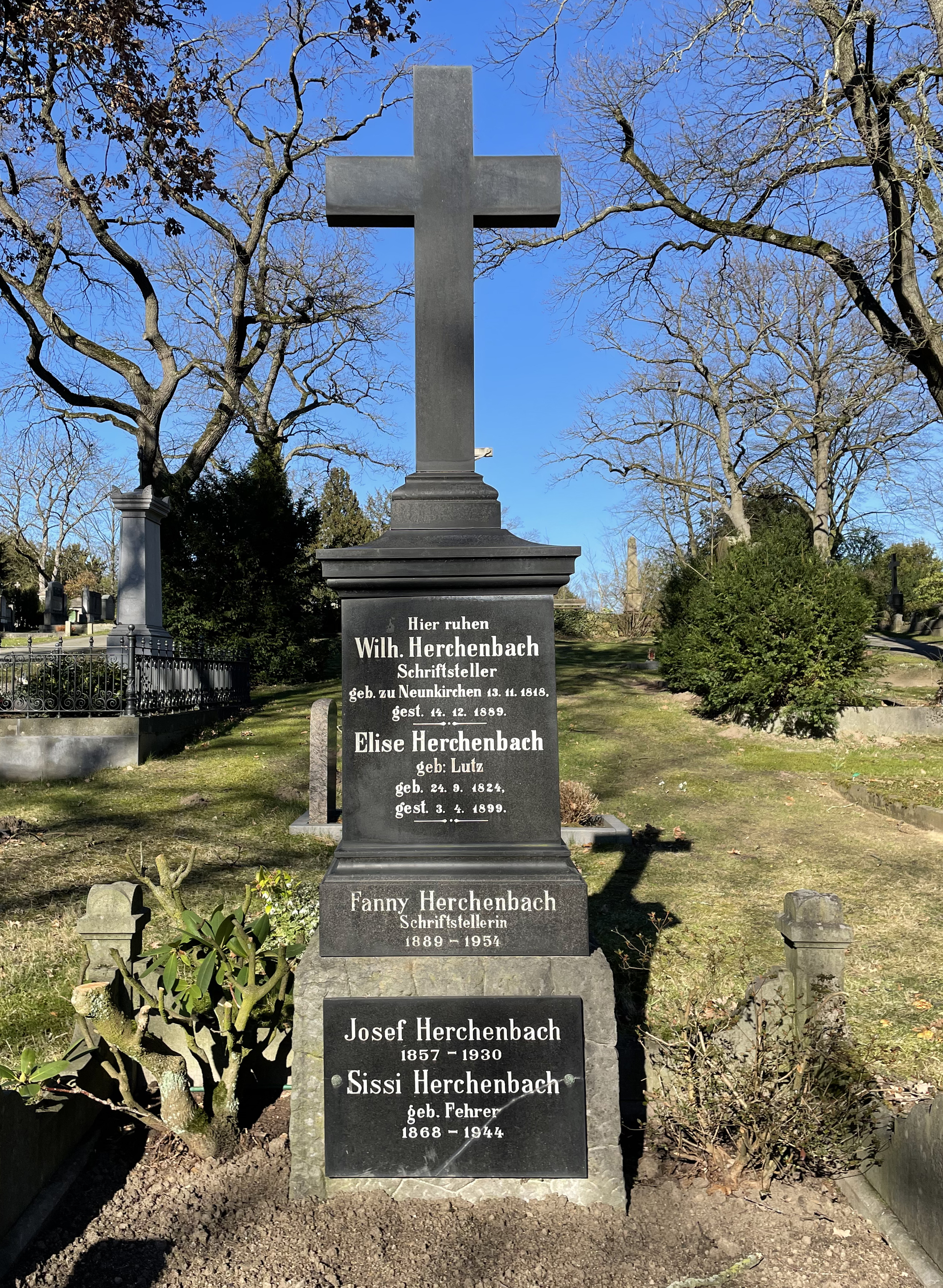
Grabstätte Wilhelm Herchenbach und Familie, Nordfriedhof Düsseldorf (2022)

Nach seiner Schulzeit in Neunkirchen übernahm Wilhelm Herchenbach kurzzeitig eine Schreibertätigkeit im Bürgermeisteramt Neunkirchen, war als Gerichtsvollziehergehilfe im nahegelegenen Hennef tätig und erhielt 1833 eine Anstellung als Hilfslehrer in Pempelfort bei Düsseldorf. Nach dem Besuch des Lehrerseminars in Kempen wurde er 1846 an der Maxschule, einer Laienschule, an der Citadellstraße in Düsseldorf als Lehrer angestellt. 1849 gründete er vor Ort an der Bilker Straße 21, er wurde Eigentümer des Gebäudes, eine katholische Privatschule mit „höherem Lehrplan für Knaben“. Dieser Privatschule war eine Erziehungsanstalt angeschlossen, die überwiegend von den Jungen ausländischer Eltern besucht wurde.
In der Zeit von 1852 bis 1854 wurde er Privatlehrer von Stephanie von Hohenzollern, Tochter des Fürsten Karl Anton von Hohenzollern-Sigmaringen und spätere Königin von Portugal. Auch die Kinder von Robert und Clara Schumann unterrichtete Herchenbach während der Konzertreisen ihrer Eltern. 1866 beendete er seine Tätigkeit als Privatlehrer und beschäftigte sich zunehmend mit der Schriftstellerei und Studien zur Lokalgeschichte von Düsseldorf und dem Bergischen Land.
Ab 1868 widmete sich Wilhelm Herchenbach nur noch der Schriftstellerei. In der Reihe „Erzählungen für Jugend und Volk“ erschienen 200 Bände mit Sagen, historischen Erzählungen etc. Die Bücher wurden noch bis in die 1930er Jahre aufgelegt. Herchenbachs schriftstellerische Tätigkeit war durch seine tiefe Frömmigkeit geprägt. Die Spannung fand klar abgegrenzt zwischen Gut und Böse statt. Außer den phantastischen Geschichten, die ihm in seiner Heimat den Spitznamen „Lüchherchenbach“ (Lüg-Herchenbach) einbrachten, trat Herchenbach auch als Autor einiger Reise-, Lehrbücher und geschichtswissenschaftlicher Werke auf.
Durch sein großes und anerkanntes Interesse für die Heimatgeschichte konnte er mit Unterstützung des Oberbürgermeisters von Düsseldorf, Ludwig Hammers, 1874 das Historische Museum Düsseldorf gründen. Es folgte 1880 zusammen mit den Archäologen Constantin Coenen und Oskar Rautert die Gründung des Vereins für die Geschichte und Alterthumskunde von Düsseldorf und Umgebung. Der ‚Erste Vorsitzende‘ dieses Vereins war er neben seiner Zuständigkeit für die Redaktion der historischen Belange. 1882 erfolgte die Umbenennung in Düsseldorfer Geschichtsverein. Bis zu seiner Erkrankung 1883 blieb er deren Vorsitzender und war danach Ehrenmitglied des Vereins. Im Rahmen seiner Tätigkeit in diesem Verein hielt er in den Jahren 1881 bis 1883 viele Vorträge und erstellte Beiträge für die Monatshefte.
Nach überstandener Krankheit ab 1884 wurde er Stadtverordneter von Düsseldorf und am 26. Januar 1885 zum Ehrenbürger der Stadt ernannt.
Wilhelm Herchenbach wurde nebst Familie auf dem Düsseldorfer Nordfriedhof begraben.

## Werke (Auswahl)
- Goldspiegel. Bilder aus dem Jugendleben. Gewidmet von J. B. Sonderland. Verse von W. Herchenbach. Hallberger, Stuttgart 1852 (Digitalisat der Universitäts- und Landesbibliothek Düsseldorf)
- Kinderhimmel! In Zeichnungen Gustav Süs. Mit Versen und Reimen von W. Herchenbach und G. Süs, Verlagshandlung von Julius Buddeus, Düsseldorf 1853 ; Berlin : Winkelmann & Söhne, 1853 (uni-duesseldorf.de)
- Adolph und Eberhard, die ersten Grafen von Berge. Historische Erzählung aus dem zwölften Jahrhundert. Kaulen, Düsseldorf 1855. (Digitalisat)
- Am Meeresstrande und auf hoher See. Erzählung für Volk und Jugend. Georg Joseph Manz, Regensburg 1862.
- Die letzten Lebenstage der unglücklichen Königin Marie Antoinette. Dem Volke erzählt von W. Herchenbach. Bagel, Mülheim a. d. Ruhr, o. J.
- Düsseldorf und seine Umgebung in den Revolutionsjahren 1848–1849. Düsseldorf 1882. (Digitalisat)
- Geschichte des Limburger Erbfolgestreites : die Schlacht bei Worringen…. Bagel, Düsseldorf 1883. (Digitalisat)
- Der alte Dessauer, Fürst Leopold von Anhalt-Dessau. Verlag von Georg Joseph Manz, Regensburg 1885, urn:nbn:de:bsz:14-db-id18909140457.
- Aus dem Lande der Kabylen. Verlagsanstalt vormals Manz, Regensburg 1924.